# NSB Verksted Nyland

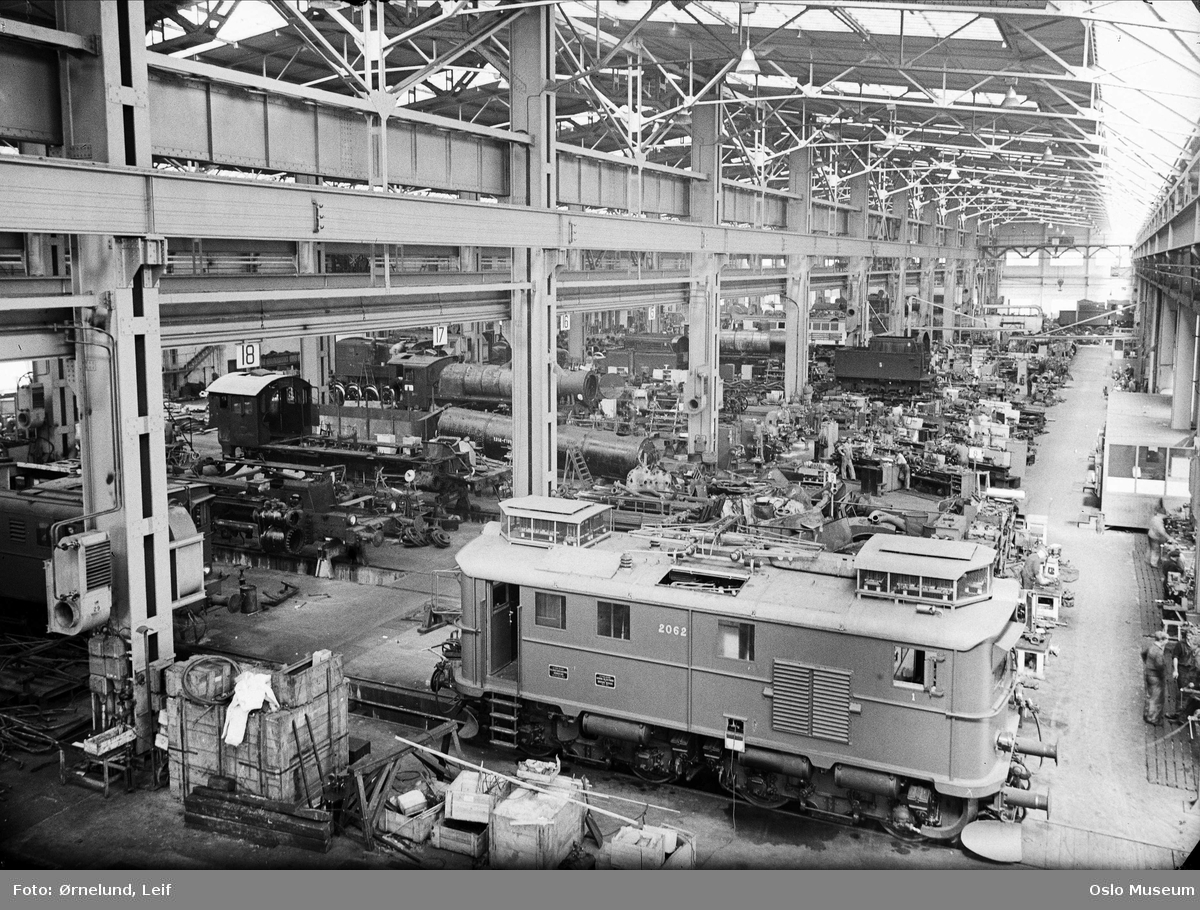
Werkstatthalle mit El 9 2062 (1947)

NSB Verksted Nyland (später NSB Verksted Grorud) ist ein Ausbesserungswerk im Stadtteil Grorud der norwegischen Stadt Oslo. Es wurde von Norges Statsbaner gebaut und war von Beginn als große Zentralwerkstatt der NSB geplant.

## Geschichte

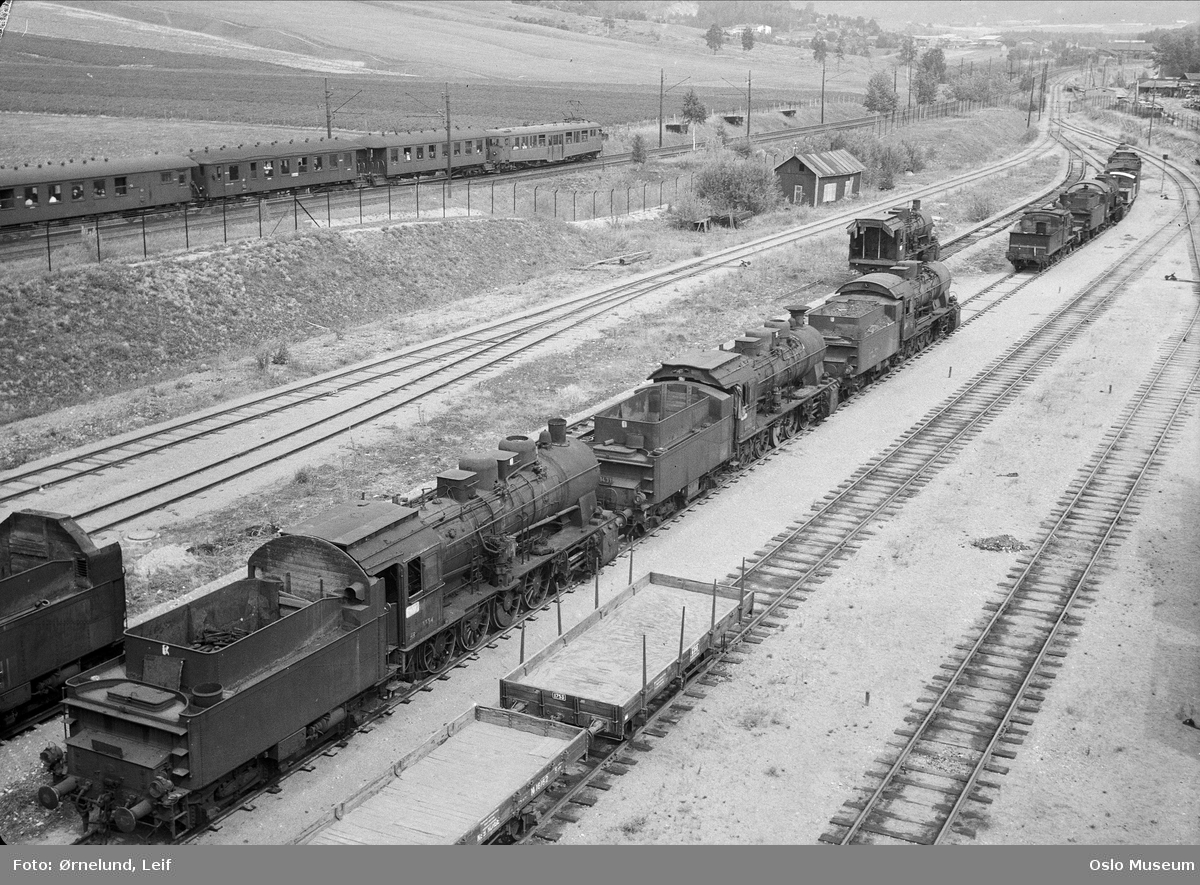
Abgestellte Lokomotiven der DR-Baureihe 57, die im Zweiten Weltkrieg als Type 61a in Norwegen im Einsatz waren (1947)

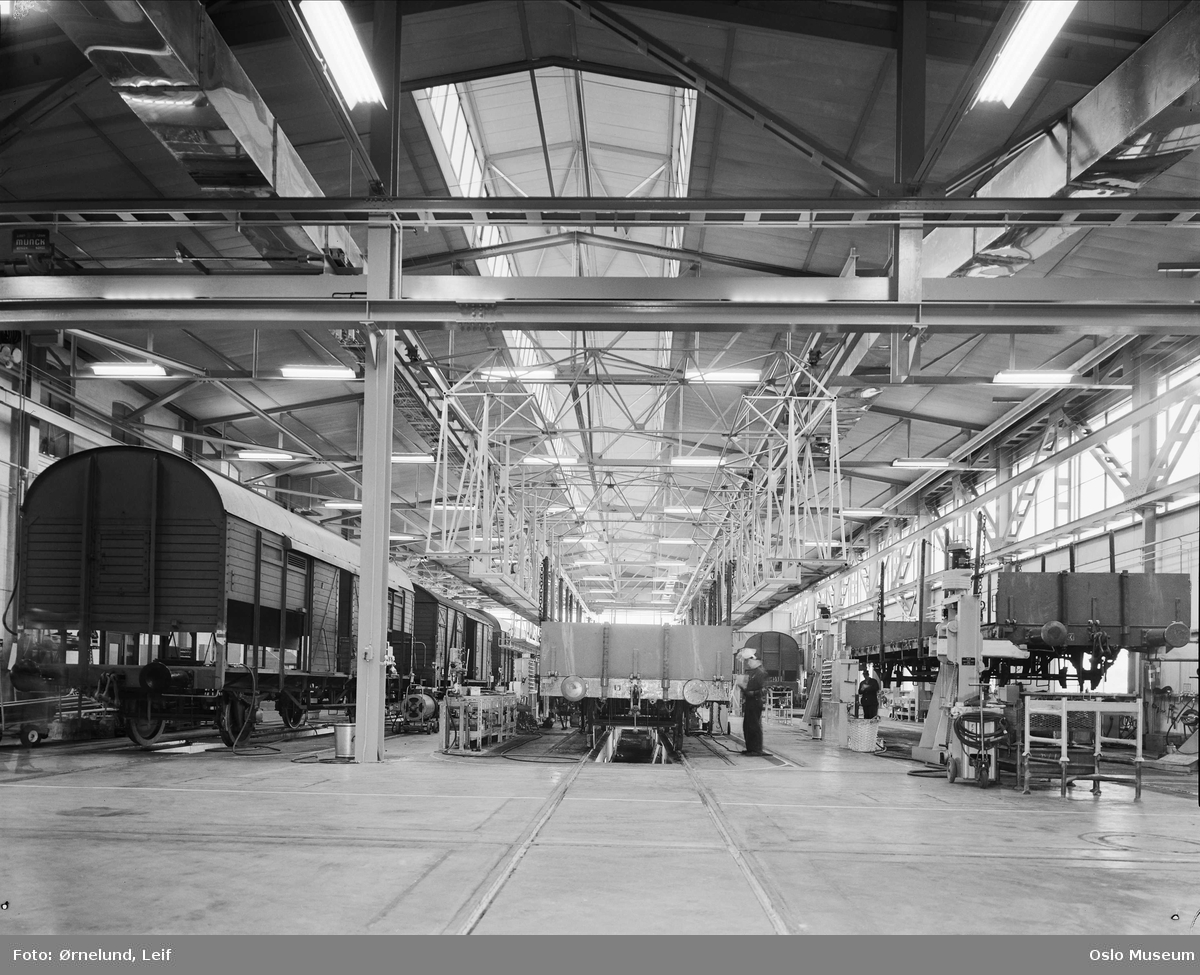
Güterwagenausbesserung (1964)

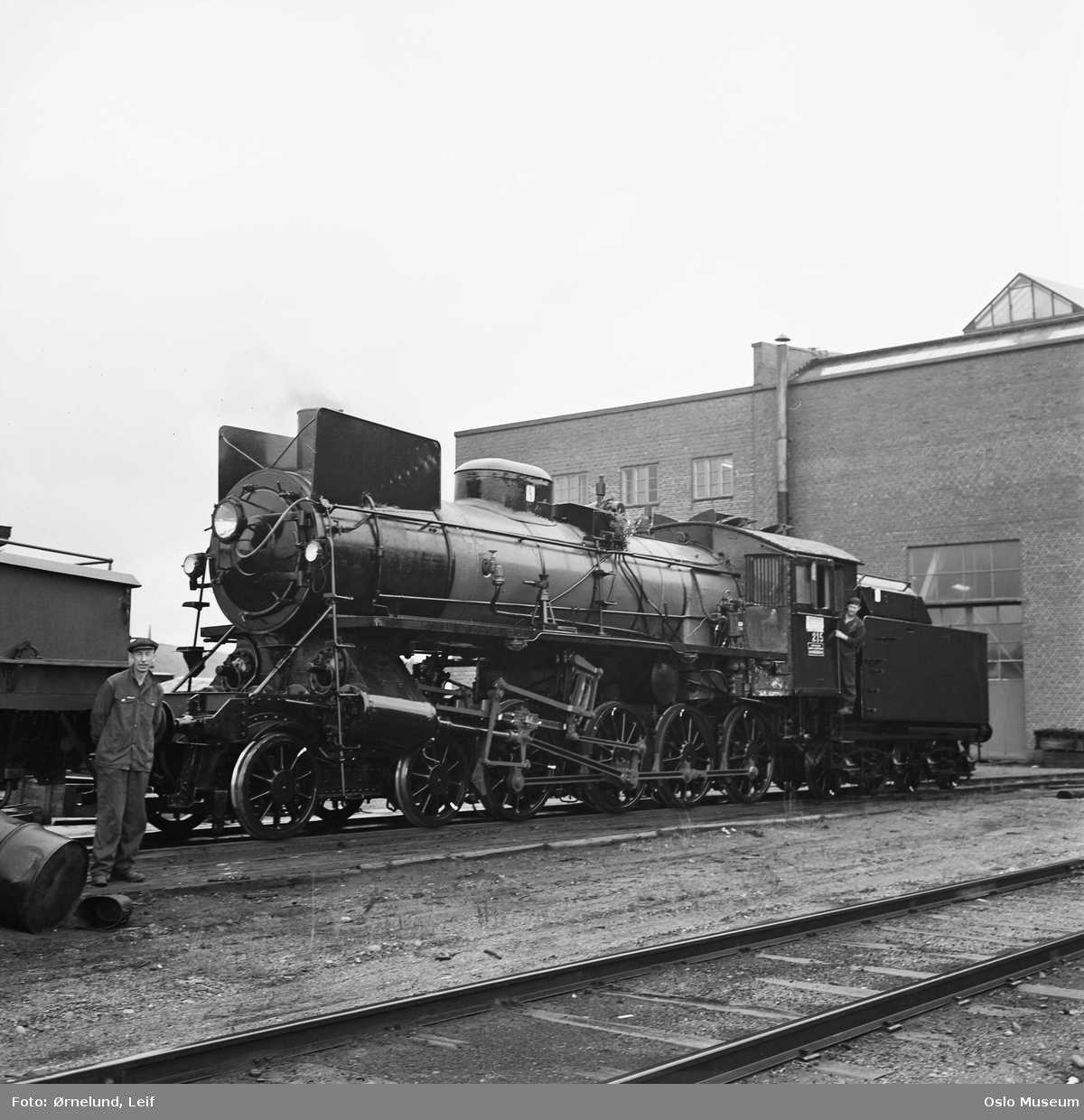
Als letzte Dampflokomotive wurde 1963 in Grorud die 26a 215 ausgebessert

1917 kauften Norges Statsbaner den Gutshof Store Nyland und das Gehöft Lille Nyland, die zuvor zum Gut Bredtvet gehörten. 1927 wurde eine Schmiede und ein Lokschuppen in Nyland errichtet und an die Hovedbane angeschlossen. Die Planungen für den Bau der Lokomotivwerkstatt in Nyland im Groruddalen begannen in den 1930er Jahren. Benötigt wurde dazu eine Fläche von rund 500 mål (umgangssprachlich synonym mit 1 Dekar=1000 Quadratmeter).
Die Architekten O. Aubert und G. Hoel entwarfen 1938 eine Anlage von etwa 12.000 m². Materialknappheit und der Zweite Weltkrieg führten dazu, dass die Fertigstellung der Werkstatt mehrere Jahre dauerte. Während ab Februar 1942 Norwegen unter deutscher Besatzung war, wurden das Gelände von den Deutschen übernommen, die 1943 die Lokomotivwerkstatt fertigstellten und das Gelände für militärische Aktivitäten nutzten. In der Gegend wurden mehrere deutsche Kasernen gebaut, und es ist wahrscheinlich, dass hier russische Kriegsgefangene untergebracht waren.
Die Bediensteten des Werkes erreichten dieses zuerst vom Bahnhof Grorud, bis 1942 der Haltepunkt Nyland als inoffizielle Haltestelle gebaut wurde. Für den öffentlichen Verkehr wurde der Haltepunkt am 17. Juli 1961 freigegeben.
In den 1950er und 1960er Jahren wurde das Werk mehrfach erweitert, 1964 mit einer Pkw-Werkstatt und einer Wagenwerkstatt mit acht Einfahrten. Diese wurde im November 1966 um weitere 13 Standplätze vergrößert. 1967 folgten neue Büro- und Sozialgebäude. Die Anlage repräsentiert mehrere Bauabschnitte und ist sowohl architektonisch als auch kulturhistorisch interessant.
Zu einem nicht näher bekannten Zeitpunkt wurde das Werk in NSB Verksted Grorud umbenannt. Die Anlage besteht aus einem Hauptgebäude sowie Gleisflächen, die im Norden an den Bahnhof Grorud und im Süden an den Rangierbahnhof Alnabru angeschlossen sind.
Die Hauptuntersuchung der 26a 215 war 1963 die letzte ihrer Art in Grorud. Danach ging die Zeit der Dampflokomotiven in Norwegen zu Ende, bis 1970 die letzte abgestellt und die Dampflokunterhaltung in Grorud eingestellt wurde.
Das Gelände und die Gebäude gehören Bane NOR Eiendom, das die Werkstätten neutral für verschiedene Betreiber wie Vy, Flytoget und CargoNet gegen Miete zur Verfügung stellt. Mantena benutzt einen großen Teil der Anlagen mit 500 m Gleislänge mit Hebebühnen, einer Lackierwerkstatt, einer Schweißerei und einer Komponentenwerkstatt. Durchgeführt werden unter anderem Umbauten und Ausbauten, Wartung von Elektro- und von Diesellokomotiven, Komponentenüberholung und Drehgestellreparaturen. Vorhanden sind ein Radprüfzentrum, eine Werkstatt für automatische Kupplungen sowie eine Batteriewerkstatt.
Ab 2018 wurden umfangreiche Modernisierungen an den Gebäuden vorgenommen.

## Ausbau in Verbindung mit der Einführung von ERTMS
Im September 2019 begannen die Arbeiten zur Kapazitätserweiterung der Gleise 14 und 15. Dieser Werkstattteil wird die Basis für die Installation von ERTMS (European Rail Traffic Management System) für die meisten Züge in Norwegen sein.
Der Auftrag zum Ausbau der Gleise wurde mit Moderne Byggfornyelse AS abgeschlossen und umfasste im Wesentlichen den Ausbau und die Ertüchtigung bestehender Arbeitsgruben, Fundamente für neue Hebeanlagen und Erneuerung der Elektrik und Anschlüsse für Wasser/Druckluft.

## Campus Nyland – Ausbildung ERTMS
Ab Oktober 2019 hat Bane NOR seine Aktivitäten im Zusammenhang mit Tests und Schulungen für ERTMS aufgenommen. Die Einführung des europaweiten ERTMS-Systems bedeutet, dass zwischen 5000 und 6000 Mitarbeiter Aus- und Weiterbildung für das neue Signal-, Zug- und Verkehrsleitsystem benötigen. Große Teile der Ausbildung finden in Fløy A statt. Dieser wurde Campus Nyland genannt, um anzuzeigen, dass er sowohl mit der Haltestelle Nyland verbunden ist als auch einer von mehreren Orten in Norwegen ist, an denen Ausbildung durchgeführt wird. Der Campus Nyland wurde 2018/2019 komplett saniert und ist nun speziell auf die technische Erprobung und Ausbildung angepasst.